# San Pedro Ayampuc
San Pedro Ayampuc – miasto w południowej Gwatemali, w departamencie Gwatemala, leżące w odległości 25 km na północ od stolicy kraju, nad rzeką Río Las Vacas. Miasto jest siedzibą gminy o tej samej nazwie, która w 2012 roku liczyła 72 712 mieszkańców.